# وذمة بيضاء
الوذمة البيضاء (في اللغة الاجنبية Leukoedema) هي المظهر الأزرق، الرمادي أو الأبيض للغشاء المُخَاطِيّ، وخاصةً في الغشاء المخاطي الشدقي (داخل الخدين)، قد تحدث هذه الحالة أيضاً في الغشاء المُخَاطِيّ للحنجرة أو المهبل. وهي حالة غير ضارة وشائعة جداً. ولأنها شائعة جداً فإن هنالك جدلاً على أنها شكل عادي لاختلاف المظهر الطبيعي بين الأفراد أكثر من أنها تعتبر مرضاً،  ولكن الأدلة التجريبية تشير إلى أن الوذمة البيضاء هي حالة مكتسبة ناجمة عن تهيج موضعي. وجد أنها أكثر شيوعاً في الناس ذوي البشرة السوداء ومستهلكي التبغ. اشتقَّ المصطلح من الكلمات اليونانية -Leuko، «أبيض» وοἴδημα—oídēma، «تورم».

## العلامات والأعراض
يكون الغشاء المخاطي ذو مظهر رمادي-أبيض، حليبي وبراق، يظهر عادةً على جانبي الغشاء المخاطي الشدقي. وتكون هذه الأعراض أقل ظهوراً في الغشاء المُخَاطِيّ الشَفَويّ، الحنك أو أرضية الفم. سطح المنطقة المصابة يكون مَطْوِيّاً، مما يخلق تجاعيد بيضاء تشوبها الآفة. وبصرف النظر عن المظهر، تكون هذه الآفة بلا أعراض تماماً.

## الأسباب
السبب غير معروف،  ولكن يعتقد أن يكون السبب هو وذمة الخلايا (الداخلية) للخلايا السطحية الظَّهارِيَّة إلى جانب الاحتفاظ بشكل خفيف من الكيراتين سطحياً. بالرغم من أنه يعتقد أن الوذمة البيضاء هي حالة تنموية، إلا أنها أكثر شيوعاً وأكثر وضوحاً لدى المدخنين، وتصبح أقل لفتاً للانتباه عند إيقاف التدخين. ومن المعروف أن تدخين القنب (حشيش) يرتبط بهذهِ الحالة (الوذمة البيضاء). قد تتطور أيضاً في المناطق المعرضة لِتهيج تحت سَّريرِيّ (إكلينيكي) متكرر، والناجمة عن المهيجات منخفضة الدرجة مثل التوابل والحطام الفَمَوِيّ أو التبغ.

## الصفات الكلينيكية (السريرية)
تظهر الوذمة البيضاء إجمالا كبقعة وتكون عديمة الأعراض، ثنائية الجانب، رمادية ضاربة إلى البياض وشبه شفافة. المرضى الاعتياديين يظهرون طيات وأخاديد دقيقة تتقاطع مع البقعة بشكل رباط رقيق. تبدأ هذه التغيرات في الغشاء المخاطي في عمر 3-5 سنوات، ولكن في الغالب لا تلاحظ إلا مع فترة البلوغ. مع نهاية عمر المراهقة فإن 50% من الأطفال ذوي البشرة السوداء يظهرون تغير في الغشاء المخاطي.	 هذه البقعة اللامعة غالبا تكون غير محددة الأطراف والحدود مع الأغشية المجاورة. وقد تظهر أحيانا على الحنك الرخو أو في قاع التجويف الفمي. عندما يتم مد ومطّ الخد باتجاه الخارج فإن الوذمة البيضاء تختفي 

## التشخيص
الجروح الناجمة عن الوذمة البيضاء تختفي عندما يتم تمدد الغشاء المخاطي، مما يساعد على تمييزه عن جروح بيضاء أخرى في الفم. التشخيص التفريقي هو مع الطَلوان، داء المُبْيَضَّات الفَمَويّ، الحزاز المسطح الفَمَويّ، الوحمة الإسفنجية البيضاء، خلل التَّقَرُّن الوراثيّ،  داخل الظِهاري الحميد، خلل التَّقَرُّن الخِلْقِيّ. 
خزعة الأنسجة ليست مطلوبة، ولكن عندما تؤخذ، المظهر الهيستولوجي يشير إلى زيادة السمك الظهارية، وتوسيع واستطالة الحواف الشبكية، نظير التقرن ووذمة الخلايا من الطبقة الشوكية. خلايا الطبقة الشوكية مجوفة، كبيرة وتمتلك نواة تَغَلُّظيّة. الخلايا الحرشفية السطحية لديها سيتوبلازم شفاف، على ما يبدو فارغاً ولكن لم يظهر أن هناك زيادة في الماء داخل الخلايا، وربما هذا يجعل مصطلح وذمة مضللاً. يعتقد أن الماء هو سبب المظهر الهيستولوجي داخل خلايا الطبقة الشوكية مما يسبب انعكاس الضوء كأنه أبيض. التشخيص يتم عادةً بناءً على المظهر السريري وحده، ولكن يتم استخدام التقشير الخلوي الفموي كأداة مساعدة في التشخيص.

## العلاج ومآل سير المرض
الوذمة البيضاء هي حالة غير ضارة، ولا يوجد علاج موصَى باستعماله. قد ينذعر الناس من المظهر فلا بد من طمأنتهم.
لذلك ليس هناك أي علاج ضروري للوذمة البيضاء، لا يوجد إمكانية لتحولها لمرض خبيث، وغالبا لا تتغير بعد عمر ال 25 أو 30 سنة. وإذا توقف الشخص عن استخدام الدخان ومشتقاته فإنها تصبح أقل وضوحا وظهورا.

## علم الأوبئة
الوذمة البيضاء مرض شائع. يحدث ذلك في حوالي 70-90٪ من البالغين ذوي البشرة السوداء وحوالي 50٪ من الأطفال ذوي البشرة السوداء. معدل الانتشار في أصحاب البشرة البيضاء هو أقل بكثير، ولكن التقارير تتراوح من أقل من 10٪ إلى أكثر من 90٪، ربما تتفاوت تبعاً لدراسة السكان، والأساليب المستخدمة في الدراسة، على سبيل المثال شروط الفحص ومعايير التشخيص. ويمكن تفسيرالاختلاف العرقي بعوامل سَببية (مُمْرضة) وراثية أو ببساطة لأن الناس ذوي البشرة السوداء لديهم قدر أكبر من الميلانين في الغشاء المخاطي، مما يجعلها تبدو أقتم -أدكن- (و هو ما يسمى تصبغ عرقي- عنصري- أو فِسْيُولوجيّ). الغشاء المخاطي الأكثر قتامة قد يجعل التغيرات الوذمية أكثر وضوحاً، في حين أنه في الغشاء المخاطي للأشخاص ذوي نوع بشرة أفتح لوناً، الوذمة البيضاء تعطي مظهراً أكثر اعتدالاً.

## تاريخ
كان يعتقد أن الوذمة البيضاء هي آفة تمهيدية للطلاوة، وكان يعتقد أنها لا تصيب الأطفال،  ولكن تم دحض كل من هذهِ الآراء الآن.